# Meandre del Mas del Segre
El Meandre del mas del Segre és una zona humida del curs baix del riu Segre que ocupa una superfície d'unes 73 hectàrees.
El riu constitueix un gran meandre cap al marge esquerre, envoltat per una extensa plana d'inundació. La dinàmica fluvial ha anat dipositant graves i còdols, tapant els antics braços del riu i formant petites illes a la llera actual,en gran part colonitzats per la vegetació forestal de ribera.
Majoritàriament la vegetació està constituïda per alberedes i salzedes, amb abundant salze blanc, xops, oms i freixes. Les séquies que travessen l'espai configuren raconades amb denses masses de canyissar. De forma més localitzada es troben algunes jonqueres. Hi ha també zones pedregoses desproveïdes de vegetació, que constitueixen un hàbitat de considerable interès ambiental.
Segons la cartografia dels hàbitats de Catalunya hi apareixen els següents hàbitats d'interès comunitari:
- 3260 Rius de terra baixa i de la muntanya mitjana amb vegetació submersa o parcialment flotant (Ranunculion fluitantis i Callitricho-Batrachion)
- 3270 Rius amb vores llotoses colonitzades per herbassars nitròfils del Chenopodion rubri (p.p.) i del Bidention (p.p.)
- 3280 Rius mediterranis permanents, amb gespes nitròfiles del Paspalo-Agrostidion orlades d'àlbers i salzes
- 6430 Herbassars higròfils, tant de marges i vorades com de l'alta muntanya
- 92A0 Alberedes, salzedes i altres boscos de ribera
- 6420 Jonqueres i herbassars graminoides humits, mediterranis, del Molinio-Holoschoenion.[1]

Quant als ocells, la zona destaca per la presència del martinet de nit (Nycticorax nycticorax) i el corriol petit (Charadrius dubius), que hi nidifiquen. També constitueix un important dormidor d'ardèides i una àrea de migració per als limícoles.
Aquest espai es veu alterat per abocaments de deixalles recurrents, que posen en perill les biocenosis aquàtiques i banalitzen els sistemes naturals. També es produeix una destrucció del bosc de ribera, per expansió dels conreus (generalment fruiterars). Hi ha senyals d'antigues extraccions d'àrids al marge dret, en procés de naturalització.